# Vestre Landsdelskommando
Vestre Landsdelskommando (VLK) (indtil 1950: 2. Generalkommando) var en kommando i Hæren, som udgjorde den øverste militære ledelse i Jylland og på Fyn. Dens søster var Østre Landsdelskommando på Sjælland. Den blev nedlagt 31. december 1990 og erstattet af Hærens Operative Kommando.

## Historie
I 1815 blev der oprettet fire generalkommandoer i Danmark for henholdsvis Sjælland, Fyn, Nørrejylland og Hertugdømmerne. Efter krigen 1864 blev generalkommandoen for Fyn og Nørrejylland slået sammen (2. Generalkommando, senere Vestre Landsdelskommando) og fik hovedkvarter i Aarhus. I 1909 blev den som følge af Hærloven af 1909 flyttet til Viborg og fik 1913 hovedkvarter i en nybarok bygning tegnet af Niels Arp-Nielsen.
Hærloven gav desuden Generalkommandoen følgende organisation: Den havde garnisonsbyerne Viborg, Fredericia, Aarhus, Randers og Odense under sig og havde ansvar for enhederne 10., 14. og 15 Regiment, 2 bataljoner af 6. Regiment, 3. og 4. rytterregiment, 3. artilleriafdeling og 1. Ingeniørkompagni.
1946 vendte den tilbage til Aarhus, hvor den fra 1947 havde adresse på Marselis Tværvej 4. 1950 skiftede den navn til Vestre Landsdelskommando. Sidst i 1980'erne flyttede VLK's stab til Langelandsgades Kaserne. I de 40 år, hvor VLK's adresse var Marselis Tværvej 4, arbejdede der i dette militære hovedkvarter ca. 80 officerer og civilt ansatte.
Det skal bemærkes, at en del af den militære øvelsesvirksomhed fandt sted i krigshovedkvarteret i Thors Mølle-bunkeren, en stor bunker fuldstændig gravet ned i skovbunden. I denne bunker havde det tyske luftforsvar sin kommandopost i årene 1941-45.

## Chefsrække

### 2. Generalkommando
Denne liste er ufuldstændig; hjælp gerne med at udfylde den.
- 1823-1838 Frederik Castonier
- 1839-1839 Arveprins Ferdinand
- 1839-1848 Kronprins Frederik (VII)
- 1848-1848 Christian Høegh-Guldberg
- 1848-1848 Henrik Castenschiold
- 1848-1849 Christoph von Krogh
- 1849-1850 C.F. Moltke
- 1851-1858 C.F. Moltke (igen)
- 1858-1864 Christian de Meza
- 1864-1864 Georg Gerlach
- 1864-1874 P.F. Steinmann
- 1874-1878 Ernst Wilster
- 1882-1885 Christian Bauditz
- 1885-1888 Stefan Ankjær
- 1888-1895 Ludolph Fog
- 1895-1896 Agathon Nickolin
- 1896-1897 C.C. Zahlmann (?)
- 1897-1897 Johannes Zeuthen Schroll
- 1897-1901 Johan Frederik Lorenzen
- 1901-1905 Carl Meldahl
- 1905-1911 Mauritz Leschly
- 1911-1917 August Tuxen
- 1917-1918 Palle Berthelsen

### Vestre Landsdelskommando
- 1951-1961 Thyge K. Thygesen
- 1961-1969 Orla Nørberg
- 1969-1975 H.A.I. Pedersen
- 1975-1976 Aage D. Danhuus
- 1976-1982 Georg Asmussen
- 1982-1984 H.T. Havning
- 1984-1987 Paul B. Krogen
- 1987-1987 Holger Dencker
- 1987-1989 Wagn Andersen
- 1990-1990 Kjeld Hillingsø